# Пам'ятник Володимиру Висоцькому (Ростов-на-Дону)
Пам'ятник Володимиру Висоцькому (рос. Памятник Владимиру Высоцкому) — бронзовий монумент, який був встановлений і відкритий влітку 2014 року в Ростові-на-Дону по вулиці Пушкінській.

## Історія
У 2009 році було організовано та розпочато збір коштів на створення пам'ятника Володимиру Висоцькому. Був проведений конкурс, в результаті якого скульптори представили кілька проектів роботи, серед яких переможцем став проект Анатолія Скнаріна. Збором коштів займалася спеціальна група ростовчан: контейнери для пожертв були встановлені у багатьох місцях міста. Проводилися також благодійні концерти. В результаті було зібрано 500 тисяч рублів з необхідної суми в 2,5 миллиона рублів. Більшу частину відсутньої суми на створення монумента виділив благодійний Фонд відомого ростовського підприємця Івана Саввіді.
Відкриття меморіалу відбулося 25 липня 2014 року, в день 34-ї річниці з дня смерті поета, неподалік від Будинку кіно на вулиці Пушкінській. Висота всієї композиції становить 3,4 метра, з них 2,3 метра — скульптура актора. Монумент був виготовлений з бронзи: Висоцький стоїть на сцені у светрі і в штанях, в руках — гітара. Праворуч від актора розташовано завісу. Згідно з іншою інформацією, справа також знаходиться блискавка — символ яскравою і недовгого життя поета.
На відкритті пам'ятника Володимиру Висоцькому були присутні близько 200 городян.
У місті, крім пам'ятника Висоцькому, додатково встановлено меморіальні дошки в тих місцях, які артист відвідував.